# Glaciar Peyto

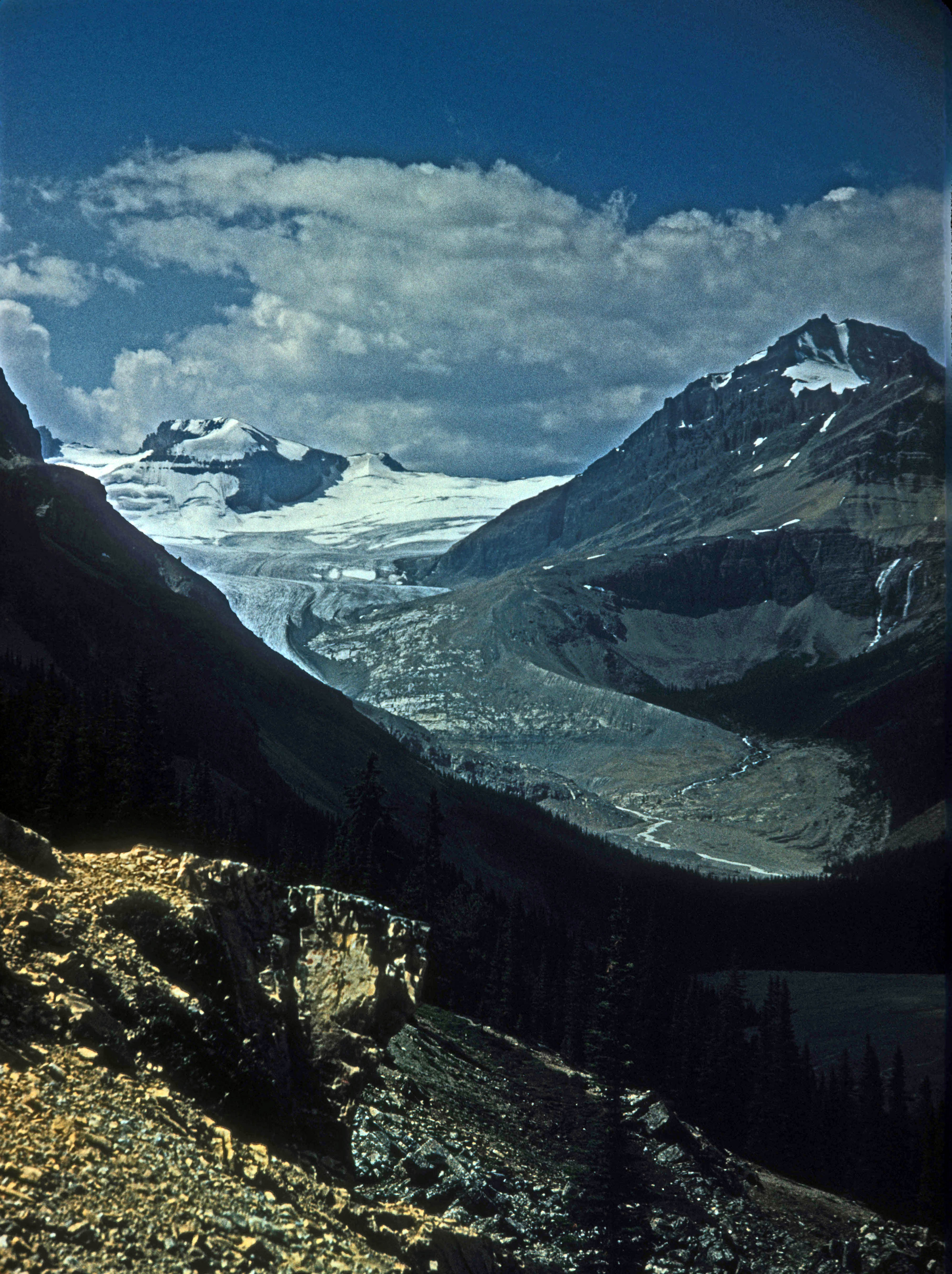
Glaciar Peyto e parte e parte do campo de gelo Wapta

O glaciar Peyto é um glaciar situado no Parque Nacional Banff, em Alberta, Canadá, situado a aproximadamente 90 quilômetros para noroeste de Banff. Trata-se de um glaciar de descarga do campo de gelo Wapta. Como a grande maioria dos glaciares do mundo, o glaciar Peyto encontra-se em recuo acelerado, sobretudo desde a segunda metade do século XX, tendo perdido 70% da sua massa desde que foi estudado pela primeira vez.